# Castell Palau de Zayd Abu Zayd
El castell palau de Zeit Abu Zeit és un monument històric de la vila d'Argeleta, a la comarca de l'Alt Millars (País Valencià). També rep el nom de Torres del palau del Marquès d'Argeleta.
La construcció és d'origen medieval, ubicada al bell mig de la vila, sobre una cornisa de roca, en vista del riu Vilamalefa. El seu nom fa referència al rei moro Zayd Abu Zayd, que va esdevindre senyor feudal cristià d'aquestes contrades durant la conquesta de Jaume I.

## Descripció
En resten dues torres de l'antic castell palau emmurallat, una de rectangular i l'altra de circular.
La de planta rectangular té quatre alçades i està rematada amb merlets sobre cornises. És de maçoneria, amb els cantons reforçats amb carreus. Té diverses finestres de forma rectangular, amb dintell de pedra; una altra té arc rebaixat de maons. Aquesta torre es va reformar el 1881.
Per la seua banda, la de planta rodona, de major altura que l'anterior, té un accés a la primera planta per una porta de carreu amb arc de mig punt. A la porta hi ha una inscripció àrab sobre la pedra. És de maçoneria; les finestres són rectangulars, amb espitlleres, i té merlets al remat. Estava comunicada amb el palau per un pont llevadís a l'altura del primer pis. Avui dia, s'empra com a museu etnològic.
Les torres es van restaurar l'any 1986. A finals de la dècada dels 90, hi va tindre lloc una altra actuació per consolidar i adequar el conjunt arquitectònic.
El palau va ser enderrocat el 1942, i la seua fusta es va emprar en l'església de Sant Pere del Grau de Castelló. Actualment, el seu espai entre les torres està ocupat per un jardí.